# Новий Пажман
Новий Пажма́н (рос. Новый Пажман) — присілок у складі Кезького району Удмуртії, Росія.

## Населення
Населення — 68 осіб (2010; 82 в 2002).
Національний склад станом на 2002 рік:
- удмурти — 98 %

## Урбаноніми
- вулиці — Зарічна